# Téfnis
Téfnis (em grego clássico: Θέφνις; romaniz.: Théphnis), também chamada Tefenete (Tefenet) ou Tefenute (Tefenut), é a deusa que personificava a umidade e as nuvens na mitologia egípcia. Téfnis simbolizava generosidade e também as dádivas e enquanto seu irmão Shu afasta a fome dos mortos, ela afasta a sede.
Irmã e esposa de Shu, formava com ele o primeiro par de divindades da enéade de Heliópolis.

## Iconografia
Uma mulher, às vezes com cabeça de leoa que indicava poder, usando na cabeça o disco solar e a serpente Ureu.

## Família
Filha de Rá. Irmã e esposa de Shu, formava com ele o primeiro par de divindades da enéade de Heliópolis. Mãe de Geb e Nut e avó de Osíris, Ísis, Seti, Néftis e Hator.